# Kally's Mashup: La Música vol. 2
Kally's Mashup: La Música vol. 2 è la colonna sonora della seconda stagione di Kally's Mashup.
La colonna sonora è stata scritta da Adam Anders, Nikki Anders e Peer Åström; è cantata quasi esclusivamente dalla protagonista della serie, Maia Reficco e in parte dal protagonista Alex Hoyer.

## Discografia
| Titolo                       | Cantanti                                                        | Durata | Episodio |
| ---------------------------- | --------------------------------------------------------------- | ------ | -------- |
| Unísono                      | Maia Reficco, Celeste Sanazi, Lalo Brito & José Giménez Zapiola | 3:13   | 1        |
| What It Feels Like           | Maia Reficco & Alex Hoyer                                       | 3:17   | 5        |
| GO!                          | Maia Reficco                                                    | 3:36   | 10       |
| After We Dance               | Alex Hoyer & Tom CL                                             | 2:29   | 15       |
| The Battle                   | Maia Reficco & Gatlin Green                                     | 3:18   | 20       |
| Catching Fire                | Maia Reficco & Alex Hoyer                                       | 3:50   | 25       |
| Still                        | Maia Reficco                                                    | 1:58   | 26       |
| Moving On                    | Maia Reficco                                                    | 3:57   | 30       |
| La vida con amigas           | Maia Reficco & Sara Cobo                                        | 3:36   | 35       |
| Still (duetto)               | Maia Reficco & Alex Hoyer                                       | 1:58   | 40       |
| Run                          | Maia Reficco                                                    | 3:11   | 45       |
| Catch Me If You Can          | Alex Hoyer                                                      | 3:26   | 45       |
| Key of Life                  | Maia Reficco                                                    | 3:18   | Sigla    |
| Key of Life (Andy Mak remix) | Maia Reficco                                                    | 3:51   | 36       |
| Totale durata: 00:44:54      |                                                                 |        |          |